# 明景陵
景陵为明宣宗朱瞻基的陵墓。明宣宗年号宣德，为明仁宗朱高炽长子，在位10年。明宣宗朱瞻基与孝恭章皇后的合葬陵寝。